# 대구MBC 라디오 동의보감
대구MBC 라디오 동의보감은 대구MBC 표준FM(대구, 경북권 FM 96.5MHz, 김천 FM 98.7MHz, 와룡산 FM 100.3MHz)에서 평일 오후 2시 5분부터 오후 2시 10분까지 방송했던 한의학 전문 라디오 프로그램이다.

## 역대 방송시간
| 방송 채널      | 방송 기간                           | 방송 시간                                                            |
| -------------- | ----------------------------------- | -------------------------------------------------------------------- |
| 대구MBC 표준FM | 2000년 10월 23일 ~ 2004년 10월 24일 | 월~금요일 오후 2:25 ~ 오후 2:30, 토요일~일요일 오후 2:10 ~ 오후 2:15 |
| 대구MBC 표준FM | 2004년 10월 25일 ~ 2005년 4월 23일  | 월~금요일 오후 2:25 ~ 오후 2:30, 토요일 오후 2:10 ~ 오후 2:15        |
| 대구MBC 표준FM | 2005년 4월 25일 ~ 2007년 10월 14일  | 평일 오후 2:25 ~ 오후 2:30, 주말 오후 2:10 ~ 오후 2:15               |
| 대구MBC 표준FM | 2008년 10월 13일 ~ 2010년 4월 25일  | 평일 오후 2:25 ~ 오후 2:30, 주말 오후 2:10 ~ 오후 2:15               |
| 대구MBC 표준FM | 2007년 10월 15일 ~ 2008년 10월 10일 | 평일 오후 2:25 ~ 오후 2:30                                           |
| 대구MBC 표준FM | 2010년 4월 26일 ~ 2012년 10월 21일  | 평일 오후 2:20 ~ 오후 2:25, 주말 오후 2:10 ~ 오후 2:15               |
| 대구MBC 표준FM | 2012년 10월 22일 ~ 2014년 1월 26일  | 평일 오후 2:20 ~ 오후 4:00, 주말 오후 2:10 ~ 오후 2:15               |
| 대구MBC 표준FM | 2018년 4월 30일 ~ 2020년 1월 31일   | 평일 오후 3:05 ~ 오후 3:10                                           |
| 대구MBC 표준FM | 2024년 9월 2일 ~ 2025년 5월 30일    | 평일 오후 2:05 ~ 오후 2:10                                           |

## 같이 보기
- 대구문화방송
- MBC 표준FM
- 박준형, 박영진의 2시만세